# Tomasz Zdebel
Tomasz Zdebel, niem. Thomas Zdebel (ur. 25 maja 1973 w Katowicach) – polski piłkarz (mający także obywatelstwo niemieckie), występujący na pozycji pomocnika, reprezentant Polski. Obecnie jest trenerem.

## Kariera klubowa
Tomasz Zdebel rozpoczynał swoją karierę klubową jako młodzieżowiec w klubach śląskich, najpierw w Rozwoju, a potem GKS Katowice. Jeszcze w latach 80. wyjechał do Niemiec, gdzie kontynuował karierę w 2. Bundeslidze, w zespołach Fortuna Düsseldorf, a od 1990 roku Rot-Weiss Essen. W klubie z Essen grał do 1992, kiedy to przeszedł do zespołu Bundesligi 1. FC Köln. W 1. lidze zadebiutował dopiero w sezonie 1993/1994. Z drużyną z Kolonii grał regularnie w Bundeslidze, zawsze plasując się w środku tabeli. Ogółem rozegrał dla klubu 57 meczów i zdobył 2 bramki. W 1997 przeszedł do klubu belgijskiego Lierse SK, z którym występował w Eerste klasse, a w 1999 roku zdobył Puchar Belgii. Ogółem do sezonu 1999/2000 rozegrał tam 88 meczów i zdobył 8 bramek. Sezon 2000/2001 zaczął jako zawodnik tureckiego Gençlerbirliği Ankara, występującego w Superlidze. Już w 2001 roku zdobył z drużyną Puchar Turcji. Występował również w rozgrywkach Pucharu UEFA. Dla Gençlerbirliği zagrał 79 razy w trzech sezonach i zdobył 12 goli. Od 2003 roku Tomasz Zdebel jest zawodnikiem VfL Bochum. W 2004 zajął z klubem wysokie, 5. miejsce, w Bundeslidze i zakwalifikował się do Pucharu UEFA, jednak sezon później klub Zdebela spadł z ligi. W 1. Bundeslidze w barwach klubu z Bochum Polak zagrał 62 razy i zdobył 3 bramki. Po przesunięciu na początku roku 2009 do rezerw VfL Bochum zawodnik wyznawał w wywiadach, iż czuje się "oszukany i wykorzystany", zaś przesunięcie do drużyny występującej w Oberlidze nazwał "ciosem w twarz". W związku z tym zdecydował się na zmianę klubu. W przerwie zimowej sezonu 2008/09, 7 stycznia 2009 roku został zakupiony przez Bayer 04 Leverkusen. Po ponad rocznym pobycie w Leverkusen i nielicznych występach, 29 marca 2010 podpisał kontrakt z klubem 2. Bundesligi, Alemannia Aachen, ważny do 30 czerwca 2011. Umowa nie została przedłużona.
Od marca 2015 roku jest trenerem piątoligowego SV Bergisch Gladbach 09.

## Kariera reprezentacyjna
W reprezentacji Polski Tomasz Zdebel zadebiutował za kadencji Jerzego Engela, jako zawodnik Lierse SK, 29 marca 2000 roku w towarzyskim spotkaniu w Debreczynie z Węgrami. W kadrze rozegrał kilka meczów, jednak, ze względu na przebytą operację mięśni przywodzicieli ud, nie został powołany do składu na Mistrzostwa Świata 2002. Reprezentacyjną karierę zakończył po meczu z Łotwą w Rydze 6 września 2003 w eliminacjach do Euro 2004 pod wodzą Pawła Janasa. Ogółem Tomasz Zdebel zagrał w barwach narodowych 14 razy, nie zdobył bramki.
| Mecze i gole w reprezentacji | Mecze i gole w reprezentacji | Mecze i gole w reprezentacji | Mecze i gole w reprezentacji | Mecze i gole w reprezentacji | Mecze i gole w reprezentacji | Mecze i gole w reprezentacji | Mecze i gole w reprezentacji |
| #                            | Data                         | Miasto                       | Przeciwnik                   | Wynik                        | Rozgrywki                    | Grał                         | Uwagi                        |
| ---------------------------- | ---------------------------- | ---------------------------- | ---------------------------- | ---------------------------- | ---------------------------- | ---------------------------- | ---------------------------- |
| 1.                           | 29 marca 2000                | Budapeszt                    | Węgry                        | 0-0                          | towarzyski                   | do 58'                       | Żółta kartka                 |
| 2.                           | 4 czerwca 2000               | Lozanna                      | Holandia                     | 1-3                          | towarzyski                   | od 66'                       |                              |
| 3.                           | 16 sierpnia 2000             | Bukareszt                    | Rumunia                      | 1-1                          | towarzyski                   | od 70'                       | Żółta kartka                 |
| 4.                           | 15 listopada 2000            | Warszawa                     | Islandia                     | 1-0                          | towarzyski                   | od 46'                       |                              |
| 5.                           | 28 lutego 2001               | Larnaka                      | Szwajcaria                   | 4-0                          | towarzyski                   | do 45'                       |                              |
| 6.                           | 24 marca 2001                | Oslo                         | Norwegia                     | 3-2                          | elim. MŚ 2002                | od 89'                       |                              |
| 7.                           | 25 kwietnia 2001             | Bydgoszcz                    | Szkocja                      | 1-1                          | towarzyski                   | do 57'                       |                              |
| 8.                           | 2 czerwca 2001               | Cardiff                      | Walia                        | 2-1                          | elim. MŚ 2002                | do 62'                       |                              |
| 9.                           | 6 czerwca 2001               | Erywań                       | Armenia                      | 1-1                          | elim. MŚ 2002                | od 82'                       | Żółta kartka                 |
| 10.                          | 13 lutego 2002               | Limassol                     | Irlandia Północna            | 4-1                          | towarzyski                   | od 46'                       |                              |
| 11.                          | 30 kwietnia 2003             | Bruksela                     | Belgia                       | 1-3                          | towarzyski                   | 90'                          |                              |
| 12.                          | 11 czerwca 2003              | Sztokholm                    | Szwecja                      | 0-3                          | elim. ME 2004                | 90'                          | Żółta kartka                 |
| 13.                          | 20 sierpnia 2003             | Tallinn                      | Estonia                      | 2-1                          | towarzyski                   | 90'                          |                              |
| 14.                          | 6 września 2003              | Ryga                         | Łotwa                        | 2-0                          | elim. ME 2004                | od 89'                       |                              |

## Sukcesy
- Puchar Belgii: 1999 z Lierse SK
- Superpuchar Belgii: 1999 z Lierse SK
- Puchar Turcji: 2001 z Gençlerbirliği Ankara
- Awans do Bundesligi: 2006 z VfL Bochum
- Finalista Pucharu Niemiec: 2009 z Bayer 04 Leverkusen
- 4. miejsce w Bundeslidze: 2010 z Bayer 04 Leverkusen
- 5. miejsce w Bundeslidze: 2004 z VfL Bochum